# Eckart Brandt

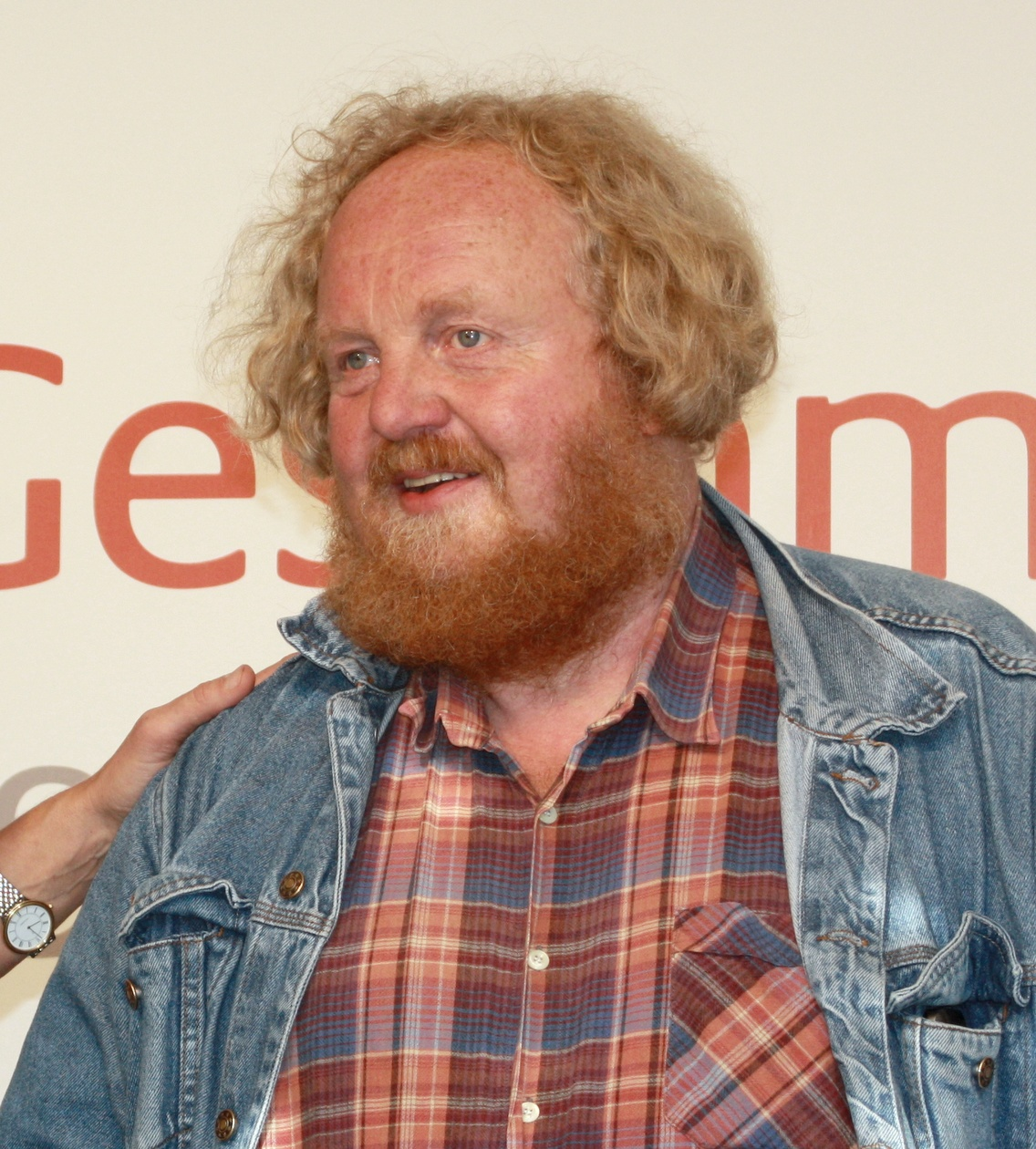
Eckart Brandt im Oktober 2012 bei den „Geschmackstagen“ in München.

Eckart Brandt (* 1950 in Zeven) ist ein deutscher Pomologe und Autor. Er erlangte vor allem dadurch überregionale Bekanntheit, dass er sich der Zucht und der Erhaltung historischer Apfelsorten verschrieben hat. Im Laufe von über 30 Jahren entstand so eine mehr als 800 Sorten umfassende Sammlung, die die genetische Vielfalt dieser Früchte sichern soll. Seine ökologisch geführten Streuobstwiesen sind im niedersächsischen Alten Land angesiedelt.

## Leben

### Herkunft, Ausbildung und Privatleben
Eckart Brandt kam in Zeven als Sohn eines Kriegsinvaliden und einer Bauerntochter zur Welt. Er wuchs in Wohnste auf, wo sein einarmiger Vater sich in verschiedenen Berufen versuchte (Gänsezucht, Bruteierproduktion, „mobile“ Sparkasse und schließlich die Imkerei). In Buxtehude legte Brandt sein Abitur ab. Ursprünglich plante er, einen Berufsweg in den Geisteswissenschaften einzuschlagen und studierte an der Universität Hamburg Germanistik, Anglistik und Geschichte.
1978 zog er jedoch mit seiner damaligen Lebensgefährtin zurück auf das Land. Dort betätigte er sich zunächst in der Imkerei, doch die Varroamilbe tötete seine 60 Bienenvölker. Später pachtete er in den Ostemarschen mit dem Hof Königsmoor einen Kehdinger Resthof in Großenwörden so, dem ein Obsthof von einem halben Hektar Fläche angegliedert war, in dem neben Ingrid-Marie- auch Boskoop-Apfelbäume wuchsen. Ferner erwarb er einen Obsthof im Ostener Ortsteil Altendorf. Dort pflanzte er weitere alte Sorten.
Eckart Brandt hat eine Tochter und einen Sohn. Er ist mit Judith Bernhard (* 1966) verheiratet.

### Apfelzucht
Seit 1983 beschäftigt sich Brandt mit alten Apfelsorten, für die er während des Betriebs einer Mosterei Interesse entwickelte. Er stellte fest, dass die alten Sorten weniger anfällig für Schädlinge sind als gedacht und auch ohne Insektizide gute Erträge liefern. 1985 rief er das Projekt Boomgarden (niederdeutsch für „Baumgarten“) ins Leben, das die Erhaltung der genetischen Vielfalt dieser Früchte zum Ziel hat. Anfangs bat er in Zeitungsartikeln die Einheimischen an der Niederelbe, ihm seltene Exemplare aus den eigenen Gärten zur Verfügung zu stellen. Im Laufe der Jahre, in denen zahlreiche weitere Obstwiesen hinzugepachtet wurden, entstand so eine einzigartige „Apfel-Genbank“. Mittlerweile kultiviert der Pomologe rund 800 Sorten. Seine Waren – neben Äpfeln werden auch Kartoffeln sowie historische Birnen-, Pflaumen- und Kirschsorten angebaut – vertreibt er auf Wochenmärkten der Region sowie über das Internet. Darüber hinaus bietet er auch Obstbäume zum Kauf an.
Im September 1991 trat Brandt dem sechs Monate zuvor gegründeten Pomologen-Verein bei, von welchem er zehn Jahre später für seine Verdienste mit dem Oberdieck-Preis ausgezeichnet wurde.
Brandt, der selbst ausschließlich biologisch anbaut, steht dem ökologischen Obstanbau allerdings auch kritisch gegenüber: „Die wollen das gleiche Sortiment wie die konventionellen Kollegen. Es werden Sorten angebaut, die für einen ökologischen Apfelgarten viel zu empfindlich sind. Öko heißt dann, dass man die Bäume mit Bio-Spritzmitteln statt mit Pestiziden bepüstert.“ Aufgrund dieser Meinungsverschiedenheiten ist er aus dem Anbauverband Bioland ausgetreten.
Am 6. April 2004 gründete Brandt mit etwa 20 Mitstreitern in Jork den Boomgarden e. V., um sein Projekt für die Nachwelt zu erhalten. Da die Pachtverträge der Obstwiesen in Großenwörden – dem Kernstück von Brandts Sammlung – 2011 ausliefen, wurden zahlreiche Pflanzungen mit ausreichend Vorlaufzeit auf den Wilkenshoff im Hollenstedter Ortsteil Ochtmannsbruch umgesiedelt. Bereits 2002 waren dort von Brandt eine Hochstamm-Allee und eine Baumschule angelegt worden; im Laufe der Jahre folgten weitere Birnen-, Pflaumen-, Kirsch- und Apfelbäume, Gehölze, Streuobstwiesen und ein Muttergarten. Mittlerweile verfügt der Verein über diverse Gärten – etwa in Osten, im Stader Stadtteil Götzdorf sowie im Deinster Ortsteil Helmste. Letzterer misst vier Hektar.
Bei der Expo 2015 in Mailand – die unter dem Motto „Den Planeten ernähren, Energie für das Leben“ veranstaltet wurde – trat Brandt als Ideenbotschafter der Artenvielfalt im deutschen Pavillon auf.

## Publikationen
- Brandts Apfellust. Alte Apfelsorten neu entdeckt. Für Garten und Küche. Mosaik Verlag, München 2000, ISBN 3-576-11441-6.
- Mein großes Apfelbuch. Bassermann Verlag, München 2003, ISBN 3-8094-1533-2.
- Von Äpfeln und Menschen... Brandts Apfelfibel mit 36 Apfelrezepten. Verlag Atelier im Bauernhaus, Ottersberg 2004, ISBN 3-88132-309-0.
- mit Judith Bernhard: Unser großes Apfelkochbuch. Rezepte, Geschichten und Wissenswertes. Bassermann Verlag, München 2010, ISBN 978-3-8094-8026-6.
- mit Judith Bernhard: Natürlich Obst. Sorten, Rezepte und Wissenswertes aus Norddeutschland. Wachholtz Verlag, Neumünster 2011, ISBN 978-3-529-05767-0.
- Schmeckt! Neues vom Apfelmann. KJM Buchverlag, Hamburg, 2015, ISBN 978-3-945465-09-7.
- Die alten Sorten. Äpfel, Birnen, Kirschen und Pflaumen. Der Boomgarden Park. KJM Buchverlag, Hamburg 2016, ISBN 978-3-945465-27-1.
- Das Bienenbuch vom Apfelmann. Geschichte & Mythos, Tradition & aktuelle Trends, Haltung & Tipps. KJM Buchverlag, Hamburg 2016, ISBN 978-3-96194-047-9.
- Die erste Hälfte meines Lebens. Vom Land in die Stadt – und wieder zurück. KJM Buchverlag, Hamburg 2020, ISBN 978-3-96194-117-9.